# Yola (revista)
Yola es una revista musical, denominada por su autores como "Zarzuela cómico moderna", en dos actos divididos en varios cuadros, escrita por José Luis Sáenz de Heredia y Federico Vázquez Ochando, con música de Juan Quintero Muñoz y José María Irueste Germán. Se estrenó en el Teatro Eslava de Madrid el 14 de marzo de 1941, con Celia Gámez como estrella y fue el primer gran acontecimiento del mundo del espectáculo en España tras el fin de la Guerra civil: En septiembre de 1942, se habían alcanzado las 500 representaciones con lleno absoluto.
En esta obra se ve el radical giro de la revista musical hacia la comedia musical de corte americano, tan vista en muchas películas. En el libro se encuentra una trama sencilla y ligera, acompañada de una música de gran influencia americana, sin perder por ello un ápice de esencia española en su fondo.
De entre todos los números que componen el repertorio, destaca el tema Mírame, interpretado por Celia Gámez, que alcanzó el número uno en las listas de éxitos españolas de 1942, según datos de la Sociedad General de Autores.

## Argumento
El anciano Gran Duque Calixto de Clarintonia - que acaba de enviudar por cuarta vez - debe casarse en el plazo de un mes para cumplir con las leyes de su país. La Duquesa Rufa de Jaujaría y la Duquesa Yola de Melburgo se disputan la atención del Duque, que finalmente se decide por la última, joven de gran belleza. Sin embargo, Yola a su vez se enamora del Príncipe Julio, sobrino del Gran Duque.
La corte planea una estrategia para que ese amor no se consume y lanza un bulo contra el poble Príncipe Julio, de forma que Yola, resignada, cae en los brazos del Gran Duque. Sin embargo, en una montería, la antigua rival de Yola, la Duquesa de Jaujaría le cuenta la verdad. Finalmente triunfa el amor y Yola consigue casarse con el Príncipe Julio.

## Números musicales
- Acto primero[2]
  - Preludio y recitado: "Damas y señores"
  - Bailable de los Sirvientes.
  - Entrada del Duque: "¡Gracias señores, gracias!"
  - Entrada de Yola: "Alas"
  - Canción de Julio: "¡Lo mismo me da!"
  - Canción de Yola: "Quiero"
  - Duo de Yola y Julio: "Sueños de amor."
  - Fin del Acto primero: "¡Qué bella noche!"

- Acto segundo
  - Marcha de la cacería: "Me lanzo al galope"
  - Canción de Yola: "Mírame"
  - Canción de Julio: "Dolor y amor es mi suspiro"
  - Duo de Yola y Julio: "En mi boca ya no hay risas"
  - Canción cómica: "Es difícil suponer"
  - Apoteosis - Fin de la obra.

## Personajes principales
- Yola, Duquesa de melburgo y enamorada de Julio.
- Carlota, niña romántica y algo atontada.
- Rufa de jaujaria, Duquesa y pretendiente del Duque Calixto.
- Duque Calixto, viejo monarca y deseoso de buscar esposa.
- Julio, príncipe aspirante al trono de Claritonia.

## Representaciones destacadas
- Teatro (Estreno). Intérpretes: Celia Gámez, Alfonso Godá, Julia Lajos, Maruja Boldoba, Micaela de Francisco, Pepita Arroyo, Eulalia Zarzo, Remedios Lugar, Ricardo Espinosa Osete
- Televisión (16 de mayo de 1996, La Revista, TVE). Intérpretes: Eva Pedraza, Juanito Navarro, Mía Patterson, Maite Navarrete, Josele Román, Emilio Laguna, Alfonso Lussón.